# 石桥街道 (安岳县)
石桥街道，原为石桥铺镇，是中华人民共和国四川省资阳市安岳县下辖的一个乡镇级行政单位。2019年12月，撤销石桥铺镇，设立石桥街道，以原石桥铺镇所属行政区域为石桥街道的行政区域。

## 行政区划
石桥街道下辖以下地区：
石桥村、戏楼村、洪坝村、锋火村、滴水村、广惠村、长龙村、秀才村、桅坝村和干拱村。